# D3.js
D3.js (também conhecido como D3 ou Data-Driven Documents) é uma biblioteca JavaScript que permite criar visualizações de dados interativas, como mapas e gráficos, na web.